# ミルトン・H・グリーン
ミルトン・H・グリーン（Milton H. Greene、1922年3月14日 - 1985年8月8日）はアメリカ合衆国の写真家。ミルトン・グリーンとも表記される。女優マリリン・モンローとの関わりで知られる。

## 人物
スターになる前のマリリン・モンローと写真家として出会い、1週間ほど恋人関係にあったが、その後は友人として付き合うようになる。彼女が20世紀フォックスから独立するのを手伝い、1956年に2人で映画製作会社「マリリン・モンロー・プロダクション」を設立、映画『王子と踊子』（1957年）を製作する。

## 死後
2012年11月8日、ポーランドの首都ワルシャワでグリーンの作品240点が競売にかけられ、モンローをはじめ、フランク・シナトラ、エリザベス・テイラー、マーロン・ブランドなどのハリウッドスターの写真が出品された。これらの作品は、1995年にポーランド財務省が、対外債務管理会社との調停の末に取得した約4000点のグリーンコレクションの一部である。

## その他
映画『王子と踊子』（1957年）の撮影裏話を描いた2011年の映画『マリリン 7日間の恋』ではイギリス人俳優ドミニク・クーパーがグリーンを演じている。